# Augustin Papić
Augustin Papić (Livno, 16. studenoga 1917. – Beograd, 10. prosinca 2002.), hrvatski političar, diplomat, generalni direktor Narodne banke FNRJ.

## Životopis
Tijekom života obavljao je cijeli niz odgovornih funkcija u jugoslavenskim i međunarodnim institucijama. Između ostalog bio je član Europskog centra za mir i razvoj i Jugoslavenskog centra za strateške studije, glavni direktor Narodne banke FNRJ, rotirajući izvršni direktor Svjetske banke, zamjenik saveznog ministra za vanjsku trgovinu. Uz Hamdiju Pozderca i Ratu Dugonjića, bio je jedan od trojice predstavnika Bosne i Hercegovine u Predsjedništvu SFRJ (30. lipnja 1971. – 15. svibnja 1974.). Bio je jugoslavenski veleposlanik u Egiptu i pri Organizaciji ujedinjenih naroda u Ženevi. Bio je član UN-ovog Povjerenstva za jug, kojemu je glavni tajnik bio budući indijski premjer Manmohan Singh. 

## Djela
Augustin Papić, "Investment financing in Yugoslavia", Annals of Public and Cooperative Economics, Volume 30, Issue 2-3, pages 208–231, April 1959.

Augustin Papic, "The Non-Aligned Countries and Economic Development", Socialist Thought and Practice, 55 (August), 1973, 3-26.